# Matías Prats Cañete
Matías Prats Cañete (Villa del Río, Córdoba, 4 de diciembre de 1913-Madrid, 8 de septiembre de 2004) fue un reconocido periodista español. 
Fue una de las voces más conocidas de la radio en España, sobre todo por ser la voz del NO-DO, por la retransmisión de partidos de fútbol y por la información taurina. Es el padre de Matías Prats Luque, conocido periodista, presentador de los informativos de Antena 3 y tuvo otros dos hijos, Juan Jesús y María del Carmen, fruto de su matrimonio con Emilia Luque Montejano. Su nieto Matías Prats Chacón también es periodista.

## Biografía

### Comienzos en Andalucía
Sus padres fueron Juan José Prats Cerezo y Manuela Molina Cañete, ambos de Villa del Río. Durante su infancia en su ciudad natal, el joven Matías Prats destacó en los círculos literarios de la ciudad, principalmente en el Casino local, por su incipiente faceta de poeta, llegando a ser entrevistado en Radio Córdoba tras ganar un concurso de poesías navideñas.
Estudió peritaje industrial en Málaga y posteriormente se marchó a Madrid, estudiando en la Escuela Oficial de Periodismo.
En Madrid pretende iniciar una carrera como poeta asistiendo a tertulias literarias, pero unos años más tarde el inicio de la Guerra civil le obliga a regresar a su ciudad natal.
Es durante la guerra cuando Matías Prats tiene sus primeros contactos profesionales con el mundo de la radio. Destinado en Algeciras comenzó a trabajar en la emisora local, Radio Algeciras, después de que sufriera una herida en un ojo causada por una bala. Esta herida fue la responsable de que sufriera fotofobia el resto de su vida y se viera obligado a utilizar siempre gafas oscuras.
Una vez terminada la guerra se le ofrece un puesto de trabajo en la emisora de Málaga de Radio Nacional comenzando a retransmitir corridas de toros y partidos de fútbol desde principios de la década de 1940 siendo un Real Betis-Málaga de segunda división el primer encuentro deportivo que narró.

### Consolidación en Madrid
Regresa de nuevo a Madrid en 1945 al inaugurarse las nuevas instalaciones de Radio Nacional en Arganda del Rey. Su carrera periodística comienza a adquirir renombre y sus responsabilidades dentro de la emisora también. De este modo llega a ser en 1947 jefe del Departamento de Realización de Emisoras de Radio Nacional de España y desde ese mismo año hasta 1971 fue responsable de la redacción y locución de los Noticiarios y Documentales Cinematográficos (NO-DO). Dos años más tarde, en 1949 tras haber asistido a la Escuela Oficial de Periodismo pudo graduarse como periodista. Desarrolló desde 1954 el puesto de jefe de Emisiones en Radio Nacional.
Además de la radio, el periodista trabajó en Televisión Española desde 1956, retransmitiendo acontecimientos deportivos y corridas de toros. También se puso al frente de programas como Pantalla deportiva (1959), La Copa (1963), Graderío (1963), Cartel (1965) o Ayer domingo (1965). Se jubila en 1985 aunque su trabajo de locutor en radio acaba en 1974, momento en el que comienza a trabajar en la Asesoría Técnica de la Dirección General de Radio España. A pesar de ello regresó puntualmente a las retransmisiones deportivas durante la Copa de Europa de 1981 y durante el Mundial de fútbol celebrado en España en 1982.
Entre sus retransmisiones más recordadas está la del gol de Zarra en el estadio Maracaná de Río de Janeiro el 2 de junio de 1950, durante el partido entre España e Inglaterra del Mundial de Fútbol de Brasil. Asimismo, el gol de Marcelino en el Bernabeu en 1964, en el partido de España contra la URSS de la Copa de Europa de Naciones.
También es muy recordado como narrador taurino, Prats era un gran aficionado y realizó el 16 de agosto de 1947 en El Chofre (San Sebastián) la última entrevista a Manolete antes de su muerte.
Murió en 2004 cuando estaba cerca de cumplir 91 años.

## Premios
| Premios                   | Año  | Categoría | Resultado |
| ------------------------- | ---- | --- | --------- |
| Premios ATV               | 2000 | Toda una vida 2000 | Ganador   |
| Premios ATV               | 1999 | Nacionales radio | Ganador   |
| Premio Ondas              | 1996 | Nacionales televisión: Mejor labor profesional ex aequo                                                                     | Ganador   |
| Premio Ondas              | 1965 | Nacionales de televisión: Especiales (Al cumplir sus bodas de plata de actividad profesional de RNE)                        | Ganador   |
| Premio Ondas              | 1955 | Local de Radio: Mejor locutor deportivo                                                                                     | Ganador   |
| Premios Micrófono de Oro  | 1970 | Entregado el 1 de marzo de 1970 en el Hotel Oromana de Alcalá de Guadaíra (Sevilla) (Cfr. ABC SEVILLA 01.03.1970 página 63) | Ganador   |
| Premio Víctor de la Serna | 1993 | Mejor labor periodística durante el año                                                                                     | Ganador   |

### Otros
- Aparte en el Premio Ondas de 1965 nombrado Periodista de Honor.
- Pregonero de las Jornadas Nacionales de Exaltación del Tambor y el Bombo en Híjar (Teruel).
- Medalla de Oro de la Real Orden del Mérito Deportivo, otorgada por el Consejo Superior de Deportes (1994).
- Medalla de Oro al Mérito en el Trabajo en 1998 por el Consejo de Ministros de España.
- Premio "Toda una vida 2000" por el Consejo de la Academia de las Ciencias y las Artes de Televisión de España (ATV).
- Premio Agustín Merello de la Comunicación por la Asociación de la Prensa de Cádiz (1996)[5]